# Касим II
Касим II (д/н — 1532) — астраханський хан у 1504—1509, 1528—1531, 1532 роках.

## Життєпис
Походив з роду Тукатимуридів, гілки династії Чингізидів. Син Саїд-Ахмада II, хана Великої Орди. Про молоді роки обмаль відомостей. 1504 року після загибелі батька у сутичці з кримськими татарами відкочував до Ногайської Орди. Того ж року за підтримки Хасан-бія повалив астраханського хана Абдул-Керіма, захопивши трон.
Тривалий час перебував в залежності від ногайців. 1508 року підтримав Алчагіра у протистоянні з Хасан-бієм, що намагався поставити ногайським ханом Агалака, колишнього тюменського хана. Втім це не допомогло Касиму II, якого того або наступного року було повалено Алчагіром. На троні відновився Абдул-Керім.
Про подальші майже 20 років діяльності Касима обмаль відомостей. Можливо перебрався до Великого князівства Литовського, де перебував його стрийко Шейх-Ахмад. В будь-якому разі у 1529 році був вже в Хаджи-тархані, де Шейх-Ахмад став ханом. Того ж року за підтримки ногайців повалив стрийка, захопивши владу.
1531 року відправив листа до османського султана Сулеймана I, ймовірно з проханням про допомогу в обмін на визнання його зверхності. Втім у травні того ж року повалений ногайцями на чолі із Саїд-Ахмад-бієм, який поставив ханом Іслям Ґерая.
Втім вже між січнем і липнем 1532 року Касим II повернув собі владу. Відправив посланця до великого князя Московського Василя III. Проте того ж року повалений тюменським ханом Ак-Кубеком.